# 1408 (relato corto)
1408 es el segundo libro de la colección de audiolibros titulada Blood and Smoke, de Stephen King, publicada en 1999. En 2002, fue reimpresa e incluida como la duodécima historia corta de la compilación Todo es eventual: 14 relatos oscuros. En el prólogo de la historia, King dice que "1408" es su versión de lo que él llama "La Habitación Fantasmal del Hotel", su término para la temática en la cual un hotel o de una habitación de motel están embrujados en las obras de terror. Originalmente, escribió las primeras páginas como parte de un apéndice para su libro Mientras escribo, con el objetivo de mostrar un ejemplo de cómo se arman las historias cortas, pasando de un esbozo a otro. King también notó cómo los números del título guardan relación con el supuesto número de la mala suerte, el 13.

## Argumento
Michael "Mike" Enslin solía escribir obras no ficticias en lugares supuestamente embrujados. Sus series de libros, Diez noches en diez casas embrujadas, Diez noches en diez tumbas embrujadas y Diez noches en diez castillos embrujados, se habían vendido muy bien, pero Enslin internamente se sentía culpable y arrepentido de su éxito, sabiendo que ni siquiera él mismo creía en los fenómenos paranormales y sobrenaturales que exponía en sus libros.
No obstante, llega al Hotel Dolphin en la calle 61 de Nueva York, para pasar la noche en la extrañamente desconocida habitación del hotel, la número 1408, como parte de la investigación para su siguiente libro, Diez noches en diez hoteles embrujados. A diferencia del resto de lugares que ha investigado, la administración del Dolphin lejos de sacar partido a la fama de su habitación maldita hace todo lo posible por ocultarla y no permite que los clientes escojan la habitación; esto solo aumenta el interés de Enslin quien amenaza con una demanda si se le niega su derecho escoger la habitación que desea. 
Al principio, Enslin se asusta por la morbosa historia de la habitación 1408. Según el gerente del hotel, el Sr. Olin (quien no había alquilado el cuarto a nadie durante 20 años), la habitación 1408 había sido responsable de al menos 42 muertes, doce de ellas suicidios, y treinta "naturales", en un período de 68 años incluyendo huéspedes y personal que estuvo demasiado tiempo dentro, llegando a contarle casos donde el mismo debió intervenir o pudo atestiguar; también explica que los aparatos electrónicos enloquecen y funcionan de forma errática. Aun así Olin asegura que la habitación es aseada una vez al mes, originalmente por dos mucamas gemelas hasta 1992 cuando una de ellas se retiró por problemas de salud que acabarían costándole la vida tras unos años, cosa que él atribuye a lo que hay allí dentro. Desde entonces se lo encarga a empleados que posean un fuerte vínculo emocional entre sí ya que esto parece rivalizar con el poder de la 1408, aun así siempre durante la labor ha habido casos de histeria, locura temporal e incluso una mucama quedó ciega el tiempo que estuvo dentro y un conserje murió tras revisar la calefacción, por ello Olin se asegura que toda actividad se lleve a cabo en su presencia y durante el mediodía, ya que ha notado que es el momento donde el poder de la habitación es más débil, aun así todos los que han entrado en ella actualmente presentan algún problema de salud.
Olin remarca que no cree que haya fantasmas en la habitación, insiste en que "algo" vive en ella, según el gerente esto lo hace mucho peor y más peligroso, ya que un fantasma alguna vez fue humano pero lo que hay allí dentro es completamente ajeno a la humanidad y produce consecuencias terribles a la gente que habita entre sus paredes por escaso que sea el tiempo, algo que afecta a varios aparatos eléctricos, causando que los relojes digitales, las calculadoras de bolsillo y los teléfonos celulares dejen de funcionar sin razón. El Sr. Olin también revela que debido a la práctica supersticiosa de no reconocer al piso 13, la numeración de los pisos salta del 12 al 14 por lo que el cuarto está realmente en el decimotercer piso, en el decimotercer lugar y para empeorar, los dígitos 1, 4, 0 y 8 suman 13. El Sr. Olin le ruega a Enslin que reconsidere pasar la noche en la habitación, ofreciendo incluso la posibilidad de que use otra habitación con decorado similar y creyendo que incluso un escéptico como él debe aceptar que el lugar estaba maldito. Enslin se conmociona, pero su determinación de seguir con su investigación sin parecer asustado ante Sr. Olin es más fuerte. Olin, de mala gana, lo lleva al decimocuarto piso, pero no lo acompaña más allá del ascensor.
Los problemas de Enslin con la habitación 1408 comienzan incluso antes de cruzar la puerta; en efecto, la puerta inicialmente parece estar torcida. Cuando Enslin vuelve a mirarla, ésta se acomoda, pero al instante vuelve a torcerse, en esta ocasión para el lado derecho en lugar del izquierdo.
Cuando Enslin entra y examina la habitación, comienza a hablar a través de una minigrabadora y a partir de este punto el relato es una descripción de lo que allí se oye, mientras que se describe que Mike comienza a hablar de forma normal, repentinamente comienza a decir cosas sin sentido; Enslin lo compara con un estado de intoxicación muy extraño. Luego comienza a sufrir una especie de alucinaciones; el menú del desayuno cambia de idioma y finalmente se convierte en un grabado sobre madera de un niño siendo devorado por un lobo, los cuadros en la pared se transforman en perversiones desagradables, el sonido del teléfono de disco pasa de ser el clásico timbre a una macabra ronda y los pensamientos de Enslin se vuelven incoherentes.
Tras estar poco más de una hora y diez minutos dentro de la habitación, Mike siente dentro de sí la conciencia de lo que sea que more en la habitación embotando sus sentidos y divirtiéndose a costa de su cordura mientras intenta llevárselo, Enslin inconscientemente intenta rebelarse al influjo de la habitación y prende fuego a su camisa prefiriendo morir quemado que ser llevado por esa presencia; en el último instante, el dolor lo hace volver en sí, logrando abrir la puerta y ser rescatado por el ocupante de la habitación del frente quien lo apaga y lleva hasta el pasillo, sin embargo mientras se quema, la habitación comienza a hipnotizar al hombre que lo rescató para que entre nuevamente a las llamas, pero el escritor con sus pocas fuerzas logra detenerlo. 
Sam Farrell, agente de Mike, ha quedado en posesión de la cinta de la minigrabadora, que milagrosamente sobrevivió al fuego y aunque en ella solo se oye la voz de Mike perdiendo coherencia gradualmente, el audio es tan aterrador que mantiene la cinta oculta en una caja de seguridad y se niega a reproducirla para nadie sin excepción ya que se siente aterrado por los sonidos de fondo, una especie de susurro gorgoteante que a veces suena a ropa dando vueltas en una lavadora con demasiado detergente y a veces como esas viejas maquinillas eléctricas para cortar el pelo y a veces como una voz. Aun así, considera que se convertirá en un "Bestseller" cuando Mike acepte que en realidad no ha abandonado la escritura tal como asegura.
Finalmente se muestra como ha pasado el tiempo, Mike ha sobrevivido y contrario a lo que Farrell cree su intención de no volver a escribir es genuina ya que solo intentarlo le produce crisis de pánico, lo mismo que los teléfonos, dormir con la luz apagada o la luz del ocaso, tan similar a los colores que vio esa noche. Aunque sus quemaduras fueron menos graves de lo que se hubiera pensado, sufre secuelas por haber entrado ya que su salud es precaria y algunos de sus órganos ya no funcionan correctamente, sin embargo él aún piensa que para haber sobrevivido a una noche en la habitación 1408 ha pagado un precio muy bajo.